# 2009-es FIFA-klubvilágbajnokság-döntő
A 2009-es FIFA-klubvilágbajnokság-döntő a 2009-es FIFA-klubvilágbajnokság utolsó mérkőzése volt, amely a FIFA hat tagszövetségének kontinentális bajnokainak részvételével zajló torna. A találkozót 2009. december 19-én a Dél-amerikai kontinensbajnok Estudiantes La Plata és az európai kontinensbajnok Barcelona játszotta az Abu-Dzabiban található Sheikh Zayed Stadionban.

## Mérkőzés adatok
| 2009. december 19. 20:00 (UTC+4) | Estudiantes | 1 – 2 (h.u.)                 | Barcelona            | Sheikh Zayed Stadion, Abu-Dzabi Nézőszám: 43 050 Játékvezető: Archundia (mexikói) |
| 2009. december 19. 20:00 (UTC+4) | Boselli 37' | (1 – 0, 1 – 1) (Jegyzőkönyv) | Pedro 89' Messi 110' | Sheikh Zayed Stadion, Abu-Dzabi Nézőszám: 43 050 Játékvezető: Archundia (mexikói) |

| Estudiantes | Barcelona |

| ESTUDIANTES:      |    |                    |       |     |
|                   |    |                    |       |     |
| K                 | 25 | Damián Albil       |       |     |
| V                 | 2  | Leandro Desábato   | 119'  |     |
| V                 | 3  | Christian Cellay   |       |     |
| KP                | 8  | Enzo Pérez         | 65'   | 79' |
| KP                | 11 | Juan Verón (Csk.)  |       |     |
| V                 | 13 | Juan Manuel Díaz   | 45+2' |     |
| V                 | 16 | Germán Ré          |       | 91' |
| CS                | 17 | Mauro Boselli      |       |     |
| KP                | 22 | Rodrigo Braña      | 119'  |     |
| KP                | 23 | Leandro Benítez    |       | 76' |
| V                 | 30 | Clemente Rodríguez | 58'   |     |
| Cserék:           |    |                    |       |     |
| K                 | 1  | Roberto Fernández  |       |     |
| K                 | 12 | César Taborda      |       |     |
| KP                | 5  | Matías Sánchez     | 94'   | 76' |
| V                 | 6  | Agustín Alayes     |       |     |
| CS                | 7  | Juan Salgueiro     |       |     |
| KP                | 10 | Marcelo Carrusca   |       |     |
| KP                | 18 | Maxi Núñez         |       | 79' |
| V                 | 19 | Federico Fernández |       |     |
| CS                | 20 | Leandro González   |       |     |
| KP                | 21 | Faustino Rojo      | 112'  | 91' |
| KP                | 26 | Juan Huerta        |       |     |
| Vezetőedző:       |    |                    |       |     |
| Alejandro Sabella |    |                    |       |     |

| BARCELONA:    |    |                     |      |     |
|               |    |                     |      |     |
|               |    |                     |      |     |
| K             | 1  | Víctor Valdés       | 118' |     |
| V             | 2  | Dani Alves          |      |     |
| V             | 3  | Gerard Piqué        |      |     |
| V             | 5  | Carles Puyol (Csk.) |      |     |
| KP            | 6  | Xavi                |      |     |
| CS            | 9  | Zlatan Ibrahimović  |      |     |
| CS            | 10 | Lionel Messi        | 23'  |     |
| CS            | 14 | Thierry Henry       | 82'  | 83' |
| KP            | 15 | Seydou Keita        |      | 46' |
| KP            | 16 | Sergio Busquets     |      | 79' |
| V             | 22 | Éric Abidal         |      |     |
| Cserék:       |    |                     |      |     |
| K             | 12 | Miño                |      |     |
| K             | 13 | Pinto               |      |     |
| V             | 4  | Rafael Márquez      |      |     |
| CS            | 7  | Jeffrén             |      | 83' |
| KP            | 8  | Andrés Iniesta      |      |     |
| CS            | 11 | Bojan               |      |     |
| CS            | 17 | Pedro               |      | 46' |
| V             | 18 | Gabriel Milito      |      |     |
| V             | 19 | Maxwell             |      |     |
| KP            | 20 | Jonathan            |      |     |
| V             | 21 | Dmitro Csihrinszkij |      |     |
| KP            | 24 | Yaya Touré          |      | 79' |
| Vezetőedző:   |    |                     |      |     |
| Pep Guardiola |    |                     |      |     |

| Mérkőzés embere: Asszisztensek: Héctor Vergara Marvin Torrentera 4. számú játékvezető: Ravshan Ermatov 5. számú játékvezető: Abdukhamidullo Rasulov |

## Statisztikák
|                 | Estudiantes | Barcelona |
| --------------- | ----------- | --------- |
| Gól             | 1           | 2         |
| Összes lövés    | 3           | 16        |
| Lövés kapura    | 1           | 4         |
| Labdabirtoklás  | 36%         | 64%       |
| Szöglet         | 3           | 10        |
| Szabálytalanság | 29          | 19        |
| Les             | 8           | 1         |
| Sárga lap       | 7           | 3         |
| Kiállítás       | 0           | 0         |

- A FIFA teljes körű statisztikája Archiválva 2009. december 23-i dátummal a Wayback Machine-ben

## Lásd még
- 2008–2009-es UEFA-bajnokok ligája
- 2009-es Libertadores-kupa